# 啼笑因緣 (1987年電視劇)
《啼笑因緣》（英語：Laugh in the Sleeve）是香港亞洲電視1987年根據張恨水同名小說改編的電視連續劇，全劇共25集，監製李艷芳。主要演員有劉松仁、米雪、苗可秀等。

## 演員表
- 劉松仁 飾 樊家樹
- 米　雪 飾 沈鳳喜/何麗娜
- 苗可秀 飾 關秀姑
- 伍永森 飾 沈三玄
- 張　錚 飾 關壽峰
- 駱達華 飾 老子王
- 榮　颷 飾 快刀周
- 李凌江 飾 江老海
- 李　亨 飾 樊端成
- 敖　龍 飾 樊端本
- 曹達華 飾 何　廉
- 鄧德光 飾 陶伯和
- 溫雙燕 飾 陶　太
- 關子標 飾 副　官
- 梁舜燕 飾 沈大娘
- 蕭山仁 飾 黃鶴聲
- 陳彩燕 飾 雅　琴
- 李嘉玲 飾 樊淑宜
- 張碧兒 飾 樊靜宜
- 莎　鳳 飾 樊　母
- 陳植槐 飾 祈　濤
- 方　傑 飾 尚師長
- 甘　山 飾 劉德柱
- 丁　櫻 飾 劉夫人
- 湯鎮宗 飾 沈國英
- 鄧美美 飾 何　太
- 吳仕德 飾 阿　鵬
- 鄒偉光 飾 阿　榮
- 甘　露 飾 容　姐
- 李映彤 飾 綺　梅
- 張炳燦 飾 匪　甲
- 洪志誠 飾 匪　乙
- 廖月然 飾 匪　丙
- 王小明 飾 兵　頭
- 駱達華 飾 禿子王

## 外部連結
- ATV 啼笑因緣介紹